# Story
|  | Per a altres significats, vegeu «Story City». |

Story és una concentració de població designada pel cens al Comtat de Sheridan a l'estat de Wyoming. Segons el cens del 2000 tenia 887 habitants.

## Demografia
Segons el cens del 2000, Story tenia 887 habitants, 420 habitatges, i 272 famílies. La densitat de població era de 24,9 habitants/km².
Dels 420 habitatges en un 20,5% hi vivien nens de menys de 18 anys, en un 57,1% hi vivien parelles casades, en un 4,3% dones solteres, i en un 35,2% no eren unitats familiars. En el 30% dels habitatges hi vivien persones soles el 13,1% de les quals corresponia a persones de 65 anys o més que vivien soles. El nombre mitjà de persones vivint en cada habitatge era de 2,11 i el nombre mitjà de persones que vivien en cada família era de 2,56.
Per edats la població es repartia de la següent manera: un 17,4% tenia menys de 18 anys, un 4,2% entre 18 i 24, un 21,2% entre 25 i 44, un 34,9% de 45 a 60 i un 22,3% 65 anys o més.
L'edat mediana era de 48 anys. Per cada 100 dones de 18 o més anys hi havia 103 homes.
La renda mediana per habitatge era de 33.125 $ i la renda mediana per família de 45.000 $. Els homes tenien una renda mediana de 29.028 $ mentre que les dones 23.958 $. La renda per capita de la població era de 20.053 $. Entorn del 12,1% de les famílies i el 15,3% de la població estaven per davall del llindar de pobresa.

## Poblacions properes
El següent diagrama mostra les poblacions més properes.